# Calabash (percusión)
En la música africana, calabash (del término en inglés, calabaza en español) es un instrumento de percusión, de la familia de los idiófonos, que consiste en una media calabaza, grande y seca, que es percutida con las palmas, dedos, muñecas u objetos, para producir una variedad de sonidos percusivos. Este instrumento se usa en danzas tradicionales. También se le llama calabash al shekere, aunque son distintos artefactos percusivos.

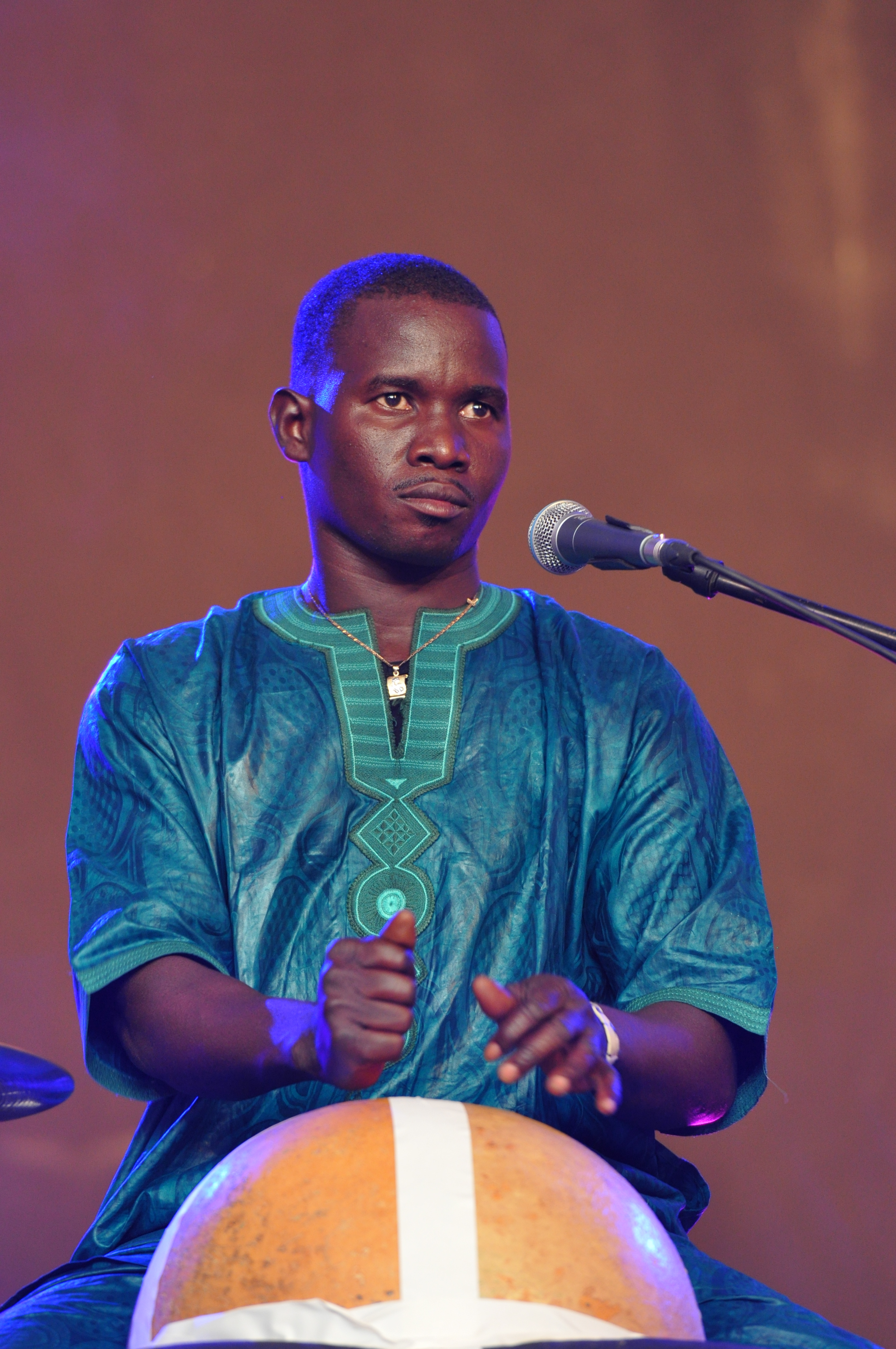
Percusionista tocando calabash